# Janez Vesel
Janez Vesel (tudj Jovan Vesel; psevdonim Koseski) , slovenski pesnik, prevajalec in pravnik, * 12. september 1798, Koseze pri Moravčah, † 26. marec 1884, Trst.

## Življenje
Rodil se je premožnemu kmetu Martinu in Mariji (rojena Cerar) v Spodnjih Kosezah pri Moravčah. Šolal se je najprej v Ljubljani, kjer je obiskoval prva dva razreda normalke (1808-1810), sledila je 5-letna gimnazija v Celju (1811-1815). Nato se je vpisal na filozofijo v ljubljanskem liceju (1816-1818), potem pa na študij prava najprej na Dunaj (1818-1820) in nato v Gradec, kjer je 1823 študij končal. Služboval je kot konceptni praktikant na policijskem ravnateljstvu v Ljubljani, nato kot uslužbenec pri finančnem ravnateljstvu za Primorsko v Trstu, Tolminu in Gorici, kasneje pa je bil pri isti ustanovi finančni svetnik. Leta 1848 je bil nekaj časa predsednik tržaškega Slavjanskega zbora, ki je nastopal proti Italijanom. V Trstu se je poročil z Juliano Theresio Thomann, hčerko tamkajšnjega veletrgovca, s katero sta imela sedem otrok. Eden od njegovih vnukov je bil Julius Kugy, slovenski alpinist in pisatelj. Leta 1852 je Koseski zaradi neuspele operacije tura na licu tako zbolel, da so mu otrpnili udi, zato se je upokojil. Leta 1869 je postal častni član Slovenske matice, ki je leto kasneje je izdala knjigo Razne dela pesniške in igrokazne.

## Razvoj Veselovega pesništva
Po besedah Antona Žuže, celjskega duhovnika, se je Koseski z verzi ukvarjal že v gimnaziji, predvsem se je navduševal za nemškega romantika Schillerja. Poezijo mu je dodatno približal profesor zgodovine, zagovornik avstrijske monarhije in pesnik Franz Xaver Richter. Njegovo literarno ustvarjanje delimo na tri faze: 1. Faza (1817-1820), 2. faza (1844-1852), 3. faza (1852-1879).

### Obdobje od leta 1817 do leta 1820
Leta 1817 je postal urednik časopisa Laibacher Wochenblatt zum Nutzen und Vergnügen. Objavljal je svoje pesmi, sonete, anagrame, šarade (besedne igre) in hvalnice. Snov za pesnitve je vzel iz slovenske (kranjske) zgodovine. Pisal je v nemškem in slovenskem jeziku.
Nemške pesmi: Ode auf die Ankunft Sr. Excellenz des Herrn Landes – Gouverneurs (hvalnica deželnemu guvernerju Strassoldu, 1817), Franz Plassman von Oedengratz (balada, 1817), Erasmus Lueger (romanca o znanem roparskem vitezu iz Jame pri Postojni, 1818), Kurth von Roseck (balada, 1818), Die Tanne auf Rauheneck (Der Aufmerksame; romanca, 1820), Potažba – Der Trost (sonet v nemščini in slovenščini, 1818): prvi slovenski sonet, nastal po zgledu Richterja, napisan v bohoričici, naslov pomeni tolažba, izbral ga je Valentin Vodnik. Od leta 1820 do 1844 Koseski ni pesnil, saj je dvomil o svojih pesniških zmožnostih.

### Obdobje od leta 1844 do leta 1852
Po daljšem premoru je po jezikovnim posvetovanju z Bleiweisom Koseski zopet začel pesniti. Veliko pohval je dobila njegova hvalnica cesarju Ferdinandu prvemu Slovenija presvitlimu, premilostljivimu gospodu in cesarju Ferdinandu Pervimu ob veselim dohodu njih veličanstva v Ljubljano, ki močno hvali Slovence in njihovo zgodovinsko zavest. Objavljena je bila 1844 v Kmetijskih in rokodelskih novicah in z njo so Koseskega za kratek čas postavili na vrh slovenskega pesništva, njegov slog pa so posnemali Lovro Toman, France Cegnar in Luka Jeran. V Novicah je objavljal svoje pesnitve in prevode tujih pesnikov (Goethe|Goethe, Chamisso, Schiller, Alighieri, Zajotti, Puškin, Deržavin), ki so mu prinesli precejšnjo slavo. Leta 1845 je napisal kratko prozno pripoved V jamo pade, kdor jo drugemu koplje, kjer se slovenski janičar v Carigradu zaradi svojih sposobnosti povzpne v družbi. Zaradi bolezni se je leta 1852 iz javnosti ponovno umaknil.
Poleg številnih prevodov je objavil te slovenske pesmi: Slovenija presvitlimu, premilostljivimu gospodu in cesarju Ferdinandu Pervimu ob veselim dohodu njih veličanstva v Ljubljano (oda, 1844), Zima (1845), Vojaška (1845, oda slovenskim vojakom), Bravcam h koncu leta 1845 v spomin (1845), Kdo je mar? (1846, oda kranjskemu, t. j. slovenskemu človeku – kmetu, ki v pesmi ni več podrejena oseba, ampak enakopravni član visoke družbe, ki obvlada različna področja, kot so trgovina, znanost, vera in vojska), Novice bravcam ob novim letu 1847 (1847), Ne sodi (1847), Začarana puška (1847), Naprej, slavenski Jug (politična pesem, v kateri napade madžarske revolucionarje, 1848), Nemškutar (1848, politična pesem o nezavednih Slovencih, ki se jih domovina sramuje), Viribus unitis (1850), Potažba (1852), Visoka pesem (1850, Posvečeno bodi tvoje ime – Uvod in Oče naš).

### Obdobje od leta 1852 do leta 1879
Leta 1870 je pri Slovenski matici izšla knjiga Razne dela pesniške in igrokazne Jovana Vesela – Koseskiga, finančnega svetovavca (COBISS), kjer je na 690 straneh objavljena večina njegovih pesmi in prevodov. Čez devet let je izšel Razne dela pesniške in igrokazne Jovana Vesela – Koseskiga dodatek (COBISS), v katerem so bili zbrani le prevodi.

## Prevodi
Največ je prevajal iz nemške romantične lirike – Chamisso, Schiller, Uhland, Goethe, Bürger, Lessing, iz angleške pa Byronov ep Mezepa. Iz italijanščine je prevedel štiri pesmi Zajottija, eno pesem Manzonija in pet spevov Dantejeve Božanske komedije. Iz ruščine je prevajal Puškina, Deržavina in Lomonosova, iz stare antične književnosti pa je prevedel šest spevov Homerjeve Iliade.

## Ocene in pomen Koseskega v slovenski književnosti
Ocene o delih Koseskega so bile v prvi in drugi fazi njegovega ustvarjanja bolj pozitivne od tistih iz zadnje faze. Ohranjenih je več pisem bralcev Novic, ki hvalijo Koseskega in dokazujejo, da so ljudje radi prebirali njegova dela. Pesniški jezik je bilo področje, ki mu je prineslo največ negativnih kritik, še posebej s strani Josipa Stritarja in Frana Levstika, češ da je nerazumljiv in da besede čudno krajša. Našli pa so se tudi zagovorniki njegovega jezika, na primer Fran Wiesthaler, ki je rekel, da je Koseski vpeljal nove besede in tako obogatil slovenski jezikovni zaklad. Močno Stritarjevo kritiko (objavljena v Slovenskem glasniku) je doživel prevod Byronove Mezepe, ki je izšel leta 1868 v Novicah. Ta je uspešno dokazoval, kako slab je njegov prevod, kritika pa je uspela izničiti tudi nekdanja Veselova dela. Tako je Koseski postal sinonim za antipod Franceta Prešerna.
Čeprav mu mnogi očitajo nenavaden jezik, je bil Koseski literarno uspešen. To dokazujejo številni njegovi posnemovalci. Poleg tega  je imelo njegovo pesništvo politično propagandno, narodno zavedno sporočilo, ki ga je takrat šele dobro nastajajoča slovenska nacionalna ideologija močno potrebovala. Slovencem je vlil jezikovno, literarno in zgodovinsko samozavest ter razblinil občutek kulturne podrejenosti.